# Nowojasieniewskaja
Nowojasieniewskaja (ros. Новоя́сеневская) (wcześniej Bitcewskij Park, ros. Битцевский Парк) - ostatnia stacja moskiewskiego metra linii Kałużsko-Ryskiej (kod 109), położona w rejonie Jasieniewo w południowo-zachodnim okręgu administracyjnym Moskwy. Wyjścia prowadzą na Nowojasienewskij Prospekt. Stacja ma dwa wejścia, jednakże z powodu małego ruchu czynne jest tylko jedno z nich.

## Nazwa
Stacja początkowo nazywała się Bitcewskij Park (Битцевский Парк) od Parku Bitcewskiego, jednego z największych naturalnych parków w Moskwie. 3 czerwca 2008 władze miasta ustanowiły dekret zmieniający nazwę na Nowojasenewskaja (Новоя́сеневская) dnia 1 czerwca 2009. Metro Moskiewskie miało rok na zamianę nazwy.

## Wystrój
Stacja jest trzykomorowa, jednopoziomowa, posiada jeden peron. Dwa rzędy 26 kolumn obłożono różowym marmurem. Ściany nad torami pokryto ciemnozielonymi metalowymi panelami ze zdobieniami. Podłogi wyłożono szarym granitem. Westybul stacji udekorowano rzeźbami zwierząt. Dachy budynków wyposażono w wiatrowskazy.

## Rozwój
Na stacji ma być możliwość przesiadki na naziemną Linię Butowską, gdy zostanie ukończona jej stacja Bitcewskij Park, planowo w 2013 roku.